# سیارک ۹۶۲۲
سیارک ۹۶۲۲ (به انگلیسی: 9622 Terryjones، نامگذاری:1993FV26) نه هزار و ششصد و بیست و دومین سیارک کشف شده‌است که در ۲۱ مارس ۱۹۹۳ کشف شد.
قدر مطلق سیارک برابر ۱۴٫۷۰ است.